# Ďábel na skřipci
Ďábel na skřipci je romaneto Jakuba Arbese, vydané poprvé v roce 1866. Jedná se o dílo využívající fantaskní prvky s autobiografickými motivy.

## Hlavní postavy
- Filozof, který je zároveň vypravěčem příběhu.
- Lékař a policejní komisař, kteří jsou přáteli filozofa.
- Ďábel Edvin, jehož totožnost je odhalena na konci příběhu.

## Vznik a vliv díla
Roku 1865 přinesl Arbes svému bývalému profesoru Nerudovi pro jeho „Květy“ práci, ve které zkušený redaktor okamžitě poznal originalitu a svěžest začínajícího českého autora. Jednalo se o romaneto Ďábel na skřipci. „Dílo bylo psáno v době, kdy došlo k prudkému sporu mezi Arbesovou pozdější manželkou Josefinou a jejím otcem patrně pro poměr s existenčně nezajištěným Arbesem a Arbes sám stanul před morálním problémem, zda se má sňatkem uvésti do značných existenčních nesnází nebo bez ohledu na mravní závazky žíti výlučně svým ctižádostivým plánům.“
Námět romaneta do jisté míry vychází ze satirické novely Edgara Allana Poea Rozhovor s mumií. Ústřední motiv je tu ale obměněn. „Není jím totiž předmět konkrétní, ani několik podobných představ, nýbrž slovo, kterého je jednou použito ve významu původním, podruhé přeneseném, a rozdíl mezi tímto dvojím významem tvoří pointu díla.“

## Děj
Filozof a lékař se jednoho dne z legrace vsadí s policejním komisařem, že se mu nepodaří ukázat jim skutečného ďábla. Komisař je pozve do svého bytu, kde jim představí mladého muže – ďábla, a navrhuje, aby ho natáhli na skřipec. Na mysli má filozofický skřipec, kterým je logika. Lékař vede s pomyslným ďáblem rozhovor, při kterém se „ďábel“ jeví jako vzdělaná bytost. „Autor mu vkládá do úst několik dobrých názorů o literatuře, o národnosti, filozofii a současném lidstvu.“
Z pohledu vypravěče je celý rozhovor opředen zvláštní tajemnou atmosférou. V místnosti se mění barvy, od zelené až po růžovou. A samotný vypravěč nedokázal snést pohled do „ďáblových“ očí. 
„Ďábel“ začne doktorovi vyprávět příběh o dívce a mladíkovi. Z dramatického vypravování vyplyne, že domnělý ďábel je jeho vlastním synem a vyčítá mu, že opustil svedenou dívku s dítětem. V rozrušení ho doktor nazve „ďáblem“ a tím prohrává sázku. V rozčilení odstrčí vypravěče, který spadne ze židle, uhodí se do hlavy, ztrácí vědomí a probouzí se až doma.
Až po nějaké době se vypravěč dozvídá, co se onoho večera skutečně událo. Dostává se mu vysvětlení od policejního komisaře v zaslaném dopise a později i od lékaře, kterého navštíví těsně před jeho smrtí. 
Ústřední děj se nakonec jeví jako velmi jednoduchý. Komisař chtěl svému příteli lékaři připomenout jeho hřích z mládí, a tak dal jeho nemanželskému synovi Edvinovi sehrát roli ďábla a způsobit tak převrat v jeho dosavadním životě. 